# Rombout Hogerbeets

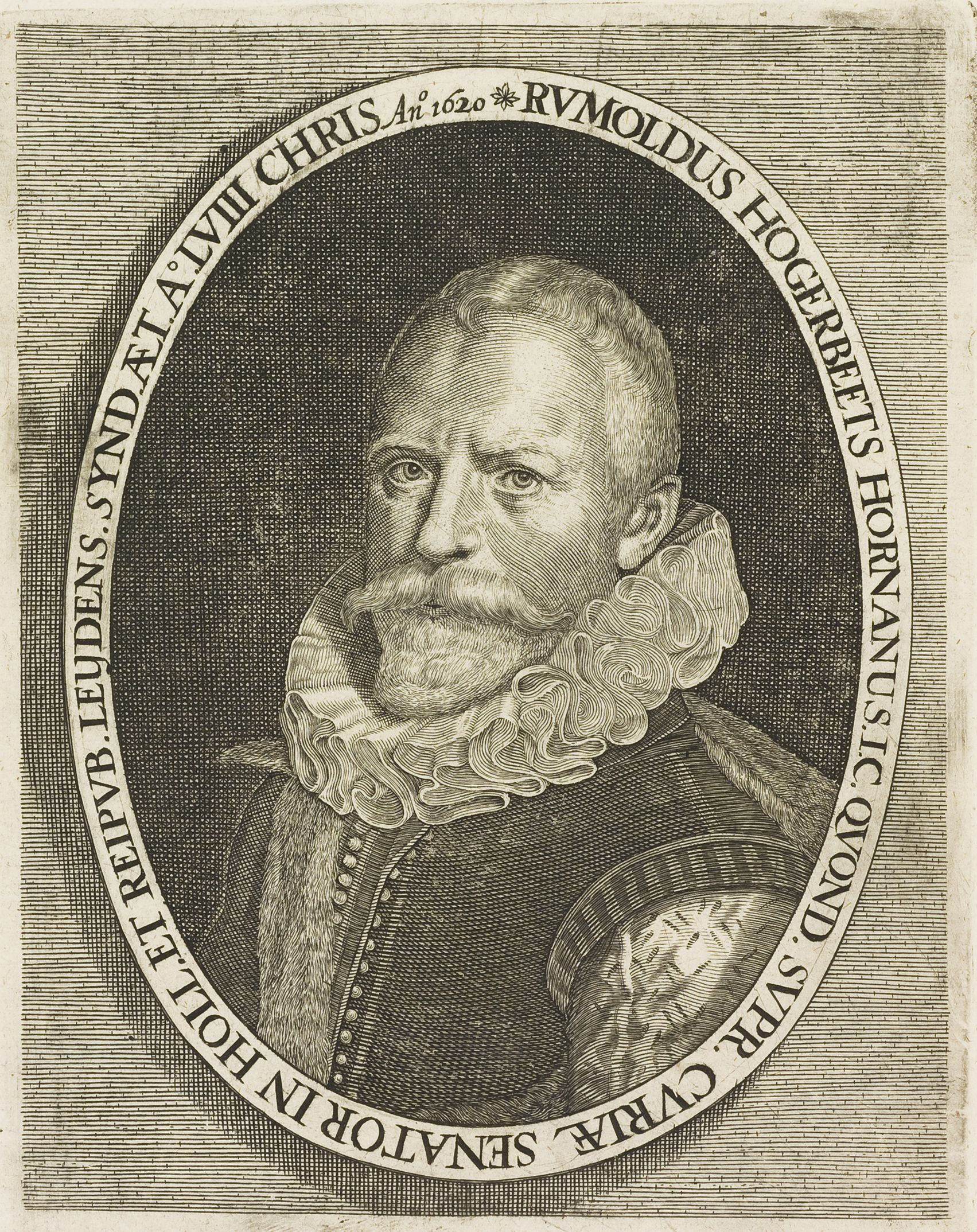
Rombout Hogerbeets, Kupferstich von Jacobus Houbraken

Rombout Hogerbeets (* 24. Juni 1561 in Hoorn; † 7. September 1625) war ein niederländischer Staatsmann.
Hogerbeets studierte an der Universität Leiden unter Hugo Donellus Rechtswissenschaft. 1590 wählte ihn die Stadtregierung von Leiden zu ihrem Pensionär.
Im Jahre 1619 wurde er, da er politischer und religiöser (Remonstranten) Parteigänger von Johan van Oldenbarnevelt war, gemeinsam mit dessen bedeutendem Mitstreiter Hugo Grotius mit einer lebenslangen Haftstrafe auf der Festung Loevestein belegt. Im Jahre 1625 wurde Hogerbeets aber durch einen Gnadenakt wieder in die Freiheit gesetzt.